# Bezvódnaia
Bezvódnaia (en rus: Безводная) és un poble (una stanitsa) de la república d'Adiguèsia, a Rússia, que el 2022 tenia 60 habitants. Pertany al districte de Tulski.